# رض سني

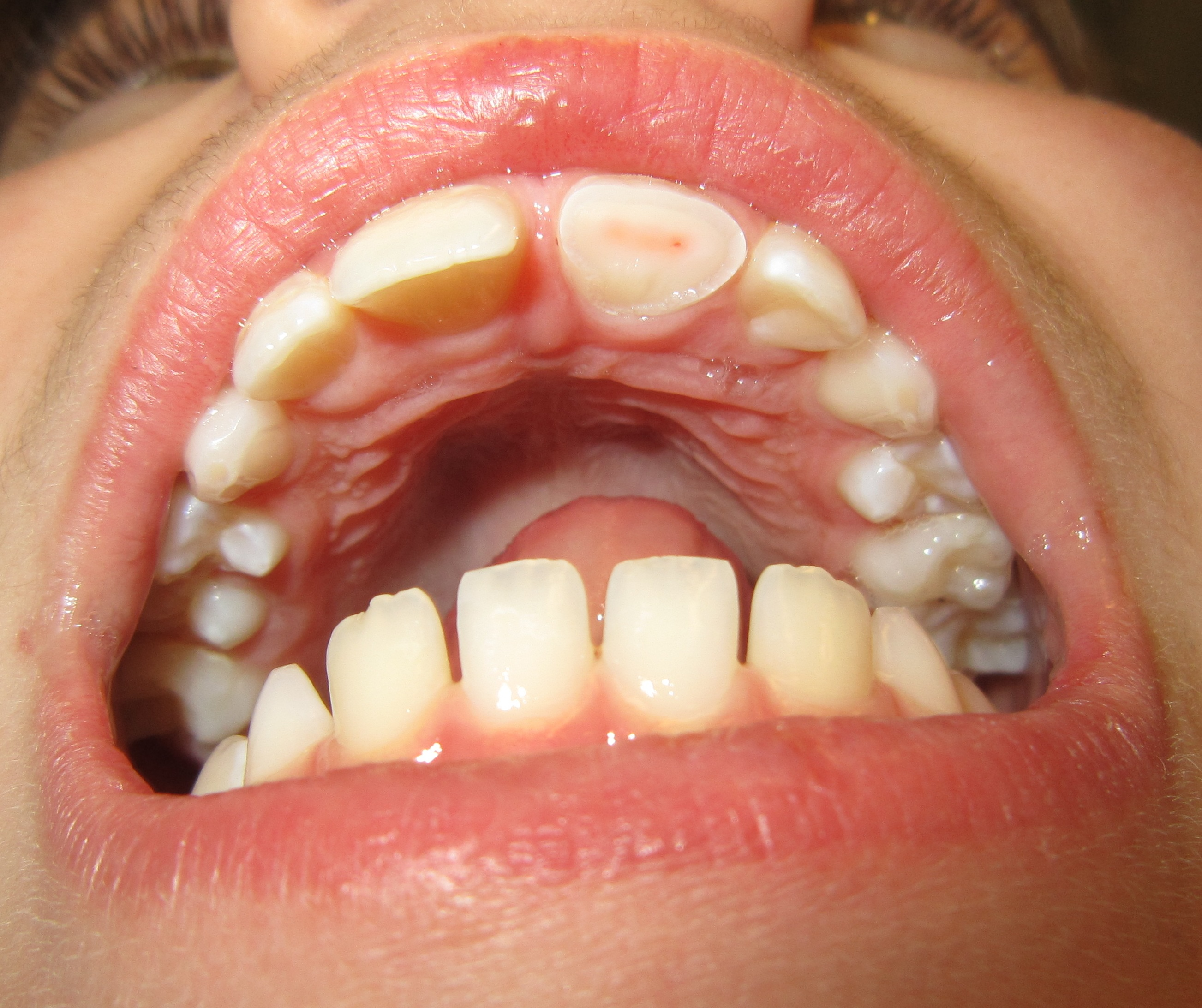
سنٌ أماميُّ علويٌّ مكسور يُظهر اللُب الوردي.

رضوض الأسنان (بالإنجليزية: Dental trauma)‏، تشير إلى الصدمة في الوجه والفم وخاصةً الأسنان والشفة ودواعم الأسنان، وتُسمى دراسة رضوض الأسنان بعلم إصابات الأسنان.

## الأنواع
- كسور الأسنان
  - كَسْرٌ جُزْئِيّ في الميناء
  - كسور الميناء
  - كسرٌ في عاج الميناء
  - كسورٌ معقدة في الأسنان
  - كسر جذر السن
- إصابات اللثة
  - خلعٌ جزئي في الأسنان
  - خلع الأسنان
  - كَبْحُ تَّبارُز السن
  - قلع الأسنان[1]
- تهتٌك الأنسجة اللينة للشفتين واللثة وهو الأكثر شيوعًا.

## عوامل الخطر
- بين الأطفال الصغار[2]
- الرياضة، وخاصةً رياضات الاحتكاك
- ثقب اللسان والشفة[3]

التدريبات الـ*عسكرية
- التغييرات الحادة في الضغط الجوي، مثال على ذلك الرضح الضغطي للأسنان,[6] والذي يمكن أن يؤثر على الغوص الغواصين[7] والطيارين[8]
- سوء الإطباق من الفئة الثانية

## الوقاية
يُعتبَر الاستخدام المنتظم لواقي الفم خلال ممارسة الأنشطة الرياضية وغيرها من الأنشطة ذات المخاطر العالية (مثل التدريبات العسكرية) هو الأكثر فعالية لمنع رضوض الأسنان، وعلى الرغم من ذلك، فإن الدراسات التي أُجريت على مختلف المناطق السكانية المُعرضة لمخاطرٍ عالية للغاية من إصابات الأسنان قد أبلغت مرارًا وتكرارًا عن أدنى مستويات امتثال الأفراد من ناحية استخدام واقي الفم أثناء ممارسة الأنشطة، وعلاوةً على ذلك، وحتى مع الاستخدام المنتظم، ففعالية الوقاية من إصابات الأسنان ليست مكتملة، ويمكن للإصابات أن تستمر بالحدوث حتى عندما يتم استخدام واقيات الفم حيث إن المستخدمين ليسوا دائمًا على درايةٍ كاملةٍ بأفضل الماركات أو حتى الأحجام، وذلك يؤدي حتمًا إلى جعلها ضعيفةً غير مناسبة.

## التحكم في المرض
عواقب رضوض الأسنان ممكن أن تكون وخيمةً وتشمل تآكل اللب، والذي يتطلب معالجة معالجة قناة الأسنان أو خلع الأسنان. ومع ذلك، يوصى في جميع الحالات بالاهتمام بنظافة الفم جيداً عن طريق استخدام 0.12٪ من الكلُورْهِكْسيدين الموجود في غسول الفم، واتباع نظام غذائي من الأطعمة اللينة والباردة، وتجنب التدخين لعدة أيام،  وقد تسبب الأسنان المصابة ألمًا أثناء تأدية وظيفتها نظرًا إلي الأضرار التي لحقت بأربطة اللثة (مثال على ذلك، الخلع الجزئي للأسنان)، وقد يخفف التجبير المؤقت للأسنان المصابة عبء الألم ويعزز من القدرة على تناول الطعام.
في حالة قلع الأسنان الدائمة ينبغي مباشرةً أن تُشطف بلطف تحت ماء الصنبور وإعادة زراعتها في الحالداخل المقبس الأصلي للعظم السنخي ولاحقًا يقوم طبيب الأسنان بعمل جبيرةٍ مؤقتة. والفشل في زراعة الأسنان المخلوعة في أول 40 دقيقةَ بعد الإصابة قد ينتج عنه مضاعفاتٌ خطيرة بالأسنان،
يختلف التحكم في الأسنان اللبنية المصابة عن التحكم في الأسنان الدائمة، حيث إن الأسنان اللبنية المخلوعة ينبغي ألا تتم إعادة زراعتها (وذلك لتجنب الأضرار التي ممكن أن تصيب تجويف الأسنان الدائم) .

## وصلات خارجية
- International Association Of Dental Traumatology